# ادگار گروسپیرون
ادگار گروسپیرون (انگلیسی: Edgar Grospiron؛ زادهٔ ۱۷ مارس ۱۹۶۹) اسکی‌باز نمایشی اهل فرانسه است.
وی همچنین برندهٔ جوایزی همچون لژیون دونور (شوالیه) شده‌است.